# Women’s Asia Cup 2008
Der Women’s Twenty20 Asia Cup 2008 war die vierte Austragung des Women’s Asia Cups, einem Cricketwettbewerb für asiatische Nationalmannschaften. Diese Ausgabe wurde zwischen dem 2. und 11. Mai 2008 in Sri Lanka im WODI-Format ausgetragen. Im Finale konnte sich Indien mit 177 Runs gegen Sri Lanka durchsetzen.

## Teilnehmer
Die folgenden Mannschaften nahmen an dem Turnier teil.
| - Bangladesch - Indien - Pakistan - Sri Lanka |

## Austragungsort
Die folgenden Stadien wurde für das Turnier als Austragungsort vorgesehen.
| Stadion                                | Stadt      | Kapazität |
| -------------------------------------- | ---------- | --------- |
| Rangiri Dambulla International Stadium | Dambulla   | 16.800    |
| Welagedara Stadium                     | Kurunegala | 10.000    |

## Kaderlisten
Die Mannschaften benannten die folgenden Spielerinnen für das Turnier.
| WODI | WODI | WODI | WODI |
| Bangladesch | Indien | Pakistan | Sri Lanka |
| --- | --- | --- | --- |
| - Salma Khatun (K) - Ayasha Rahman - Chamely Khatun - Irin Sultana - Jahanara Alam - Lily Rani Biswas - Mina Khatun - Panna Ghosh - Papiya Haque - Rumana Ahmed - Shamima Akhter - Shukhtara Rahman - Tithy Sarkar | - Mithali Raj (K) - Neetu David - Anagha Deshpande - Rumeli Dhar - Jhulan Goswami - Karu Jain (wk) - Thirush Kamini - Devika Palshikar - Snehal Pradhan - Seema Pujare - Asha Rawat - Priyanka Roy - Amita Sharma - Jaya Sharma - Gouher Sultana | - Urooj Mumtaz (K) - Almas Akram - Asmavia Iqbal - Batool Fatima (wk) - Bismah Maroof - Javeria Khan - Nain Abidi - Qanita Jalil - Sadia Yousuf - Sajjida Shah - Sana Javed - Sana Mir - Shumaila Mushtaq - Tasqeen Qadeer | - Shashikala Siriwardene - Chamari Polgampola - Chamika Bandara - Suwini de Alwis - Sandamali Dolawatte - Sumudu Fernando - Inoka Galagedara - Janakanthy Mala - Eshani Kaushalya - Deepika Rasangika - Chamani Seneviratna - Dedunu Silva - Dilani Manodara (wk) - Sripali Weerakkody |

## Vorrunde

### Gruppe A
Tabelle
| Gruppe A    | Sp. | S | N | NR | P | NRR    |
| ----------- | --- | - | - | -- | - | ------ |
| Indien      | 3   | 3 | 0 | 0  | 6 | +2.550 |
| Sri Lanka   | 3   | 2 | 1 | 0  | 4 | +0.851 |
| Pakistan    | 3   | 1 | 2 | 0  | 2 | –1.707 |
| Bangladesch | 3   | 0 | 3 | 0  | 0 | –1.494 |

Spiele
| 2. Mai Scorecard | Kurunegala | Indien 250-3 (50)           | – | Bangladesch 68 (30.2) |
|                  |            | Indien gewinnt mit 182 Runs |   |                       |

Indien gewann den Münzwurf und entschied sich als Schlagmannschaft zu beginnen. Als Spielerin des Spiels wurde Mithali Raj ausgezeichnet.
| 2. Mai Scorecard | Dambulla | Sri Lanka 225-5 (50)          | – | Pakistan 129-8 (50) |
|                  |          | Sri Lanka gewinnt mit 96 Runs |   |                     |

Pakistan gewann den Münzwurf und entschied sich als Feldmannschaft zu beginnen. Als Spielerin des Spiels wurde Dedunu Silva ausgezeichnet.
| 3. Mai Scorecard | Kurunegala | Pakistan 134 (47.4)               | – | Bangladesch 136-6 (45.3) |
|                  |            | Bangladesch gewinnt mit 4 Wickets |   |                          |

Pakistan gewann den Münzwurf und entschied sich als Schlagmannschaft zu beginnen. Als Spielerin des Spiels wurde Salma Khatun ausgezeichnet.
| 3. Mai Scorecard | Dambulla | Indien 227-8 (50)          | – | Sri Lanka 198 (49.5) |
|                  |          | Indien gewinnt mit 29 Runs |   |                      |

Indien gewann den Münzwurf und entschied sich als Schlagmannschaft zu beginnen. Als Spielerin des Spiels wurde Mithali Raj ausgezeichnet.
| 5. Mai Scorecard | Kurunegala | Indien 275-5 (50)           | – | Pakistan 93-9 (50) |
|                  |            | Indien gewinnt mit 182 Runs |   |                    |

Indien gewann den Münzwurf und entschied sich als Schlagmannschaft zu beginnen. Als Spielerin des Spiels wurde Rumeli Dhar ausgezeichnet.
| 5. Mai Scorecard | Dambulla | Bangladesch 94 (46)             | – | Sri Lanka 95-2 (19.3) |
|                  |          | Sri Lanka gewinnt mit 8 Wickets |   |                       |

Bangladesch gewann den Münzwurf und entschied sich als Schlagmannschaft zu beginnen. Als Spielerin des Spiels wurde Chamari Polgampola ausgezeichnet.
| 6. Mai Scorecard | Dambulla | Bangladesch 160 (50)         | – | Indien 161-5 (41) |
|                  |          | Indien gewinnt mit 5 Wickets |   |                   |

Bangladesch gewann den Münzwurf und entschied sich als Schlagmannschaft zu beginnen. Als Spielerin des Spiels wurde Salma Khatun ausgezeichnet.
| 6. Mai Scorecard | Kurunegala | Sri Lanka 194-9 (50)          | – | Pakistan 149 (45) |
|                  |            | Sri Lanka gewinnt mit 45 Runs |   |                   |

Sri Lanka gewann den Münzwurf und entschied sich als Feldmannschaft zu beginnen. Als Spielerin des Spiels wurde Eshani Kaushalya ausgezeichnet.
| 8. Mai Scorecard | Dambulla | Pakistan 110 (44.4)          | – | Bangladesch 72 (33.1) |
|                  |          | Pakistan gewinnt mit 38 Runs |   |                       |

Pakistan gewann den Münzwurf und entschied sich als Schlagmannschaft zu beginnen. Als Spielerin des Spiels wurde Javeria Khan ausgezeichnet.
| 8. Mai Scorecard | Kurunegala | Sri Lanka 123-9 (50)         | – | Indien 124-2 (26) |
|                  |            | Indien gewinnt mit 8 Wickets |   |                   |

Sri Lanka gewann den Münzwurf und entschied sich als Schlagmannschaft zu beginnen. Als Spielerin des Spiels wurde Seema Pujare ausgezeichnet.
| 9. Mai Scorecard | Dambulla | Indien 283-3 (50)           | – | Pakistan 76 (33.3) |
|                  |          | Indien gewinnt mit 207 Runs |   |                    |

Indien gewann den Münzwurf und entschied sich als Schlagmannschaft zu beginnen. Als Spielerin des Spiels wurde Jaya Sharma ausgezeichnet.
| 9. Mai Scorecard | Kurunegala | Bangladesch 120 (49.3)          | – | Sri Lanka 123-1 (25.5) |
|                  |            | Sri Lanka gewinnt mit 9 Wickets |   |                        |

Sri Lanka gewann den Münzwurf und entschied sich als Feldmannschaft zu beginnen. Als Spielerin des Spiels wurde Dedunu Silva ausgezeichnet.

## Finale
| 11. Mai Scorecard | Kurunegala | Indien 260-7 (50)           | – | Sri Lanka 83 (35.2) |
|                   |            | Indien gewinnt mit 177 Runs |   |                     |

Indien gewann den Münzwurf und entschied sich als Schlagmannschaft zu beginnen. Die indische Eröffnungs-Batterin Karuna Jain bildete zusammen mit der dritten Schlagfrau Asha Rawat eine erste Partnerschaft. Nachdem Jain nach 28 Runs ausgeschieden war, folgte ihr Mithali Raj. Rawat verlor nach einem Fifty über 97 Runs ihr Wicket und wurde durch Rumeli Dhar ersetzt, die 50 Runs erzielte. Raj konnte dann noch 66 runs erreichen, bevor die verbliebenen Batterinnen die Vorgabe auf 261 Runs erhöhten. Beste sri-lankische Bowlerin war Shashikala Siriwardene mit 4 Wickets für 53 Runs. Für Sri Lanka bildete Eröffnungs-Batterin Chamari Polgampola zusammen mit der dritten Schlagfrau Shashikala Siriwardene eine Partnerschaft. Siriwardene schied nach 20 Runs aus und Polgampola nach 23 Runs. Jedoch konnte sich keine weitere Batterin etablieren und so fiel das letzte Wicket im 36. Over. Beste indische Bowlerinnen waren Seema Pujare mit 3 Wickets für 10 Runs und Neetu David mit 3 Wickets für 11 Runs. Als Spielerin des Spiels wurde Asha Rawat ausgezeichnet.